# Trilema de Münchhausen

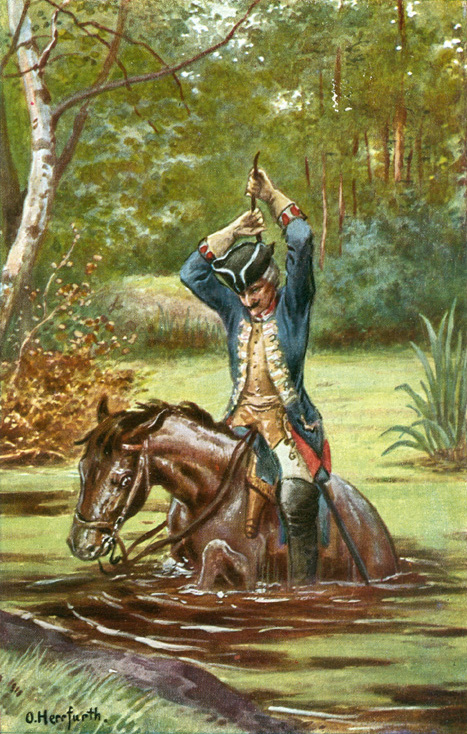
El Baró de Münchhausen es treu a si mateix del pantà estirant-se pels cabells (il·lustració d'Oskar Herrfurth)

El  trilema de Münchhausen  és un terme filosòfic que designa la impossibilitat de provar cap veritat fins i tot en els camps de la lògica i la matemàtica. S'anomena així en honor del baró de Münchhausen, de qui es deia que havia pogut treure’s a si mateix i el cavall que muntava d'un pantà, estirant-se els seus propis cabells. També s'anomena trilema d'Agripa pel filòsof escèptic Agripa.
Va ser encunyat en el context de la teoria del coneixement a mitjan segle XX pel popperià Hans Albert, tot i que tradicionalment el seu argument és referit pel grec clàssic Diògenes Laerci, el filòsof escèptic Agripa i és un atac a la possibilitat d'aconseguir una justificació última per a qualsevol proposició, fins i tot en les ciències formals com la matemàtica i la lògica. Un trilema és un problema que admet només tres solucions, totes les quals semblen inacceptables. L'argument discorre així: qualsevol sigui la manera en què es justifiqui una proposició, si el que es vol és certesa absoluta, sempre serà necessari justificar els mitjans de la justificació, i després els mitjans d'aquesta nova justificació, etc. Aquesta simple observació condueix sense escapament a una de les següents tres alternatives (les tres banyes del trilema):
1. Una regressió infinita: A es justifica per B, B es justifica per C, C es justifica per D, etc. ( regressus ad infinitum ).
2. Un cercle lògic: A es justifica per B, B es justifica per C, i C es justifica per A ( petitio principii ).
3. Un tall arbitrari en el raonament: A es justifica per B, B es justifica per C, i C no es justifica. Aquesta última proposició pot presentar-se com autoevident, de "sentit comú" o com un principi fonamental (postulat o axioma) de la raó, però tot i així representaria una suspensió arbitrària del principi de raó suficient.